# Kleingebiet Letenye
Das Kleingebiet Letenye (ungarisch Letenyei kistérség) war eine ungarische Verwaltungseinheit (LAU 1) innerhalb des Komitats Zala in Westtransdanubien. Zur Verwaltungsreform Anfang 2013 wurden alle 27 Ortschaften in den Kreis Letenye (ungarisch Letenyei járás) übernommen. Es war das einzige Kleingebiet im Komitat, bei dem der neu geschaffene Kreises dieselbe Struktur wie dieses hatte.
Ende 2012 lebten auf einer Fläche von 388,69 km² 16.413 Einwohner. Die Bevölkerungsdichte lag mit 42 Einwohnern/km² unter dem Durchschnitt des Komitats.
Der Verwaltungssitz befand sich in der einzigen Stadt Letenye (4.202 Ew.). Die restlichen 26 Ortschaften hatten eine durchschnittliche Einwohnerzahl von 470 (auf je 13,34 km²).

## Ortschaften
| Bánokszentgyörgy | Bázakerettye      | Becsehely      | Borsfa         | Bucsuta    |
| Csörnyeföld      | Kerkaszentkirály  | Kiscsehi       | Kistolmács     | Lasztonya  |
| Letenye          | Lispeszentadorján | Maróc          | Molnári        | Murarátka  |
| Muraszemenye     | Oltárc            | Petrivente     | Pusztamagyaród | Semjénháza |
| Szentliszló      | Szentmargitfalva  | Tótszentmárton | Tótszerdahely  | Valkonya\| |
| Várfölde         | Zajk              |                |                |            |